# Зеран
Эстадио Милтон Корреа (порт. Estádio Milton Corrêa), также известный как Зеран (порт. Zerão) — стадион, расположенный в городе Макапа, Бразилия. Используется для футбольных матчей и принимает домашние игры клубов «Амапа», «Макапа», «Ораторио», «Трен», «Сантос», «Сан Паулу» и «Ипиранга». Стадион вмещает 10 000 человек и был построен в 1990 году. Имя стадиона (зеран — по-португальски — «большой ноль») связано с тем, что почти по середине поля проходит экватор — нулевая параллель, из-за чего каждая команда играет в матче на разных земных полушариях.
Зеран находится под управлением правительства штата Амапа. Стадион назван в честь Милтона де Соузы Корреа, который был президентом футбольной федерации штата Амапа. Неподалеку от стадиона находится «Марко Зеро» — памятник экватору.

## История
Стадион был построен в 1990 году. Он был назван «Эстадио Айртон Сенна» в честь пилота «Формулы-1». Первый матч прошёл 17 октября 1990 года, в котором «Индепенденте» победил «Трен» 1:0. Первый мяч в истории стадиона забил игрок «Индепенденте» Мирандинья. На том матче был полный аншлаг.
В 1994 году, после смерти Милтона де Соузы Корреа, стадион получил своё текущее официальное имя, «Милтон Корреа».